# رنا كرم
رنا كرم (30 أغسطس 1984 -)، ممثلة سورية. درست قبل دخولها المعهد العالي للفنون المسرحية الإرشاد النفسي في كلية التربية في جامعة دمشق، ثم دخلت المعهد العالي، وتخرجت عام 2009 لتبدأ رنا حياتها الفنية من خلال مشاركاتها في عدد من الأعمال الدرامية السورية الشهيرة.

## عن حياتها
كان أولها قبل تخرجها بعام وهو مسلسل الحصرم الشامي (الجزء الثاني) عام 2008 مع المخرج سيف الدين سبيعي، إلا أن العمل لم يعرض إلا على قناة أوربت وهو ما أثر سلباً عل رنا حيث لم تأخذ فرصتها ليعرفها الجمهور بشل كاف، بعد ذلك شاركت رنا في الجزء الثالث من الحصرم الشامي عام 2009.

## اعمالها

### في السينما
- فيلم مطر ايلول (2010)
- الرجل الذي صنع فيلما (2013)

### في التلفزيون
- الحصرم الشامي الجزء الثاني 2008) بدور «حبق»
- الحصرم الشامي الجزء الثالث (2009) بدور «حبق»
- الخبز الحرام(2010) بدور «ليلى»
- مطلوب رجال (2011) بدور «نادية»
- وادي السايح (2010) بدور «زينة»
- الدبور الجزء الأول (2010) بدور «صالحة»
- سوق الورق (2011) بدور «رسمية»
- طالع الفضة (2011) بدور «سلمى»
- فيلم مطر ايلول (2010)
- زمن البرغوت الجزء الأول (2012) بدور «فهمية»
- نساء من هذا الزمن (مسلسل) (2013)
- زمن البرغوت الجزء الثاني (2013) بدور «فهمية»
- روزنامة (2013)
- امرأة من رماد (2015)
- شهر زمان (2015) بدور «شمس»
- أيام لا تنسى (2016)
- الندم (2016) بدور «ندى»
- زوال (2016)

- سوق الحرير1 (2020)) بدور «صباح»

- سوق الحرير2 (2021) بدور «صباح»
- ضيوف على الحب (2021)
- على قيد الحب (2022)

## روابط خارجية
- رنا كرم على موقع قاعدة بيانات الأفلام العربية